# Jesaiah
Jesaiah är ett hardcore/metal-band från Stockholm som bildades 2006.
Jesaiah släppte Debut-EP:n Burning Bridges, Building Bunkers via Pretty Dirty Promotions i maj 2007. Bandet spelade på Rookie-scenen på Hultsfredsfestivalen sommaren 2007 och turnerade sedan i Belgien och Tyskland under oktober/november 2007 tillsammans med det belgiska bandet The Violet.
I oktober 2008 tillkännagavs Black Star Foundation som bandet nya skivbolag och samma månad turnerade Jesaiah med det engelska bandet And Their Eyes Were Bloodshot i Sverige.
Bandets första fullängdsalbum, Et Tu, Hope släpptes 28 september 2009 och i november samma år genomfördes en skandinavisk turné med The Devil Wears Prada och Your Demise.
Efter flera års tystnad gjorde Jesaiah en oväntad återkomst i november 2012, då de framförde sin musik på Dramaten i Stockholm under 11 föreställningar av pjäsen "I'm Saving My Flower 4 U Goatboy". Pjäsen skrevs och regisserades av Nils Poletti och beskrevs som "en mardrömslik skildring av August Strindbergs infernokris".

## Medlemmar
Nuvarande medlemmar
- Max Sjöblom – sång
- Joel Hjalmarsson – gitarr
- Tobias Alpadie – gitarr
- Martin Peterson – basgitarr
- Daniel Stridsberg – trummor

Tidigare medlemmar
- Devon Jennefelt – gitarr

## Diskografi
Studioalbum
- 2009 – Et Tu, Hope

EP
- 2007 – Burning Bridges, Building Bunkers